# Máquina de Ramanujan
A máquina Ramanujan foi projetada para gerar novas maneiras de calcular os dígitos de constantes matemáticas importantes, como  π ou e, muitas das quais são irracionais, o que significa que têm um número infinito de decimais não repetidos. A máquina é uma maneira de fazer matemática, aproveitando o poder do computador para fazer novas descobertas.  A máquina foi nomeada em homenagem ao matemático Srinivasa Ramanujan. Ela já descobriu dezenas de novas conjecturas.